# 바시키르어 위키백과

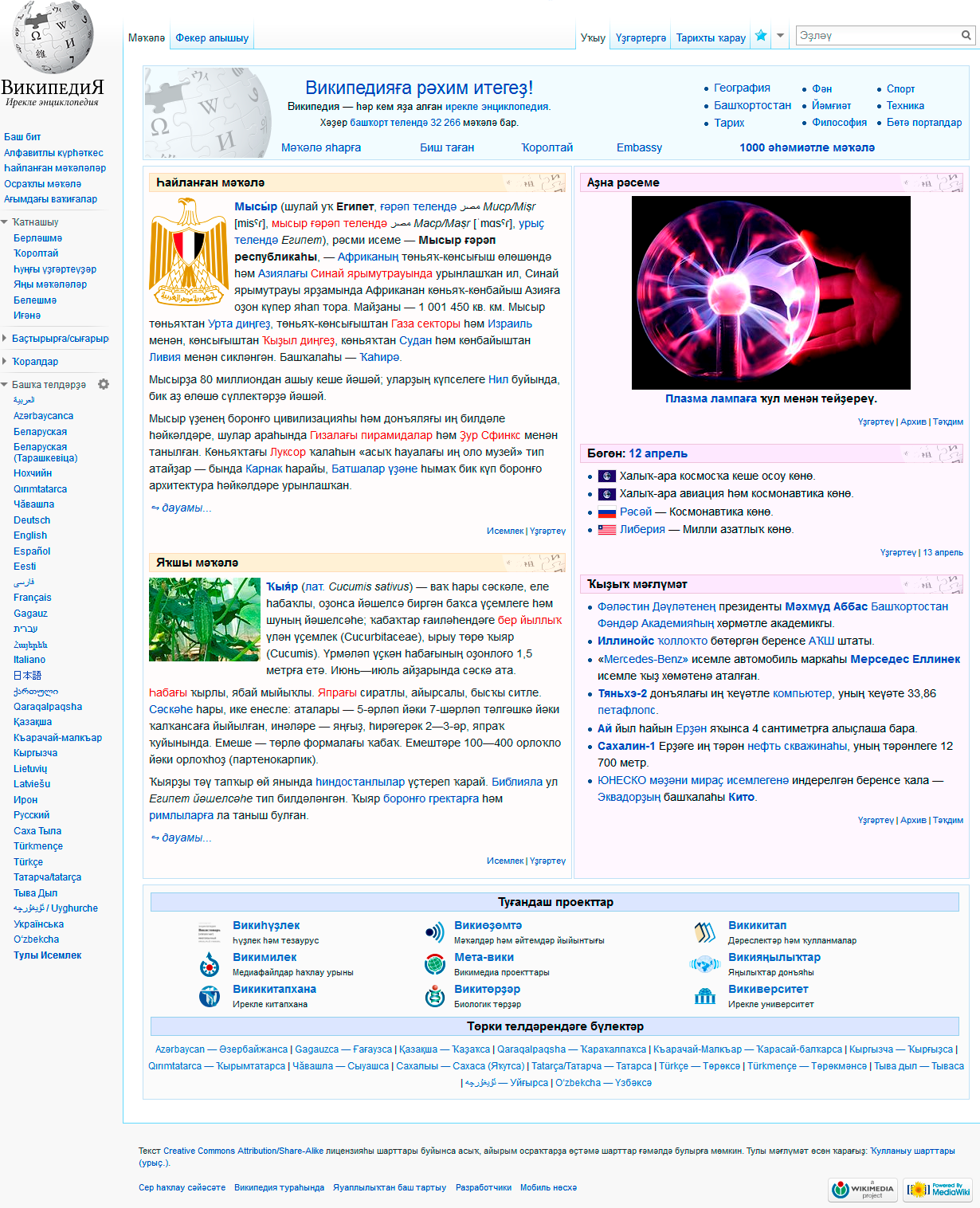

바시키르어 위키백과는 바시키르어로 운영되는 위키백과 언어판이다. 2002년 6월 2일에 시작되었다. 기호는 ba이다.